# Organodesma erinacea
Organodesma erinacea är en fjärilsart som beskrevs av Walker 1863. Organodesma erinacea ingår i släktet Organodesma och familjen äkta malar. Inga underarter finns listade i Catalogue of Life.